# Зима, що нас змінила
«Зима, що нас змінила» — цикл документальних фільмів про події, що відбувалися на Євромайдані під час Революції гідності. Спільний проект каналу «1+1» («1+1 Продакшн») та Творчого об'єднання «Вавилон'13».
Прем'єра циклу на каналі «1+1» відбулася 3 квітня 2014 року до сороковин за вбитими у протистоянні на вулиці Інститутській у Києві.
У кінці весни і на початку літа стрічки почали презентувати у США  — побачене на екрані викликало шок у глядачів, які не мали доступу до українських ЗМІ.

## Фільми

### Фільм 1: Небесна сотня
Перший фільм «Небесна сотня» з циклу документальних фільмів «Зима, що нас змінила». Досі невідомо, скільки людей входить до Небесної сотні, адже це не тільки ті, кого вбили в центрі Києва в кінці лютого. З початку Євромайдану багато людей пропали безвісти чи були замордовані у різних куточках України. Але термін " Небесна сотня " з'явився саме після найзапекліших боїв на Майдані Незалежності. Фільм показує, як сталося так, що всього за три дні в центрі Києва було вбито майже 100 людей.

### Фільм 2: Перша смерть
Другий фільм «Перша смерть» з циклу документальних фільмів «Зима, що нас змінила». Це історія про тих, хто загинув за свободу і за власну державу. Цього разу в центрі уваги історія Сергія Нігояна — хлопця, якого вбили в центрі української столиці наприкінці січня.

### Фільм 3: Коктейлі Грушевського
Третій фільм «Коктейлі Грушевського». Після побиття студентів, коли на їхній захист вийшло чимало киян, мало хто міг уявити, що влада знову вдасться до насилля. Проте, саме ігнорування людей на вулицях, спроби їх придушити хитрими та прямими способами і призвело до появи в центрі столиці коктейлів Молотова. За чутками, першим, хто кинув коктейль Молотова — був художник-архітектор, що вкотре нагадує нам, що це була і «Культурна революція».

### Фільм 4: Межигір'я. Батіна хата
Четвертий фільм «Межигір'я. Батіна хата». Працюючи над фільмом про резиденцію Віктора Януковича режисер Юлія Шашкова кілька разів відвідувала Межигір'я. Автори фільму проводять паралелі між життям у розкішному Межигір'ї та простому Єнакієво, де стоїть у розрусі батьківська хата Віктора Януковича.

### Фільм 5: Самооборона
П'ятий фільм «Самооборона». Що таке «Самооборона» — взялися пояснити режисери Костянтин Кляцкін та Марія Пономарьова.

### Фільм 6: Пожежа у Будинку Профспілок
Шостий фільм «Пожежа у Будинку Профспілок». В фільмі «Пожежа в Будинку профспілок» режисера Володимира Тихого, йдеться про одну з найтрагічніших подій Євромайдану — пожежу в будівлі Профспілок, що сталася в ніч з 18 на 19 лютого. Хто насправді влаштував пожежу? Унікальні кадри, зняті всередині будівлі. Версії та свідчення очевидців.

### Фільм 7: Автомайдан
Сьомий фільм «Автомайдан». «Автомайдан — це винахід українських повстанців, якого найбільше боялась кримінальна влада Януковича, — впевнена режисерка. — Саме рейди автомайданівців на Межигір'я розвіяли міф про недоторканість бандитського лігва. А „сафарі“ на приїжджих бандитів-тітушок стали чи не найдієвішим засобом проти них».

## Цікаві факти
- Фільм «Небесна сотня» є найдовшим у циклі і триває 44 хвилини. Тривалість інших стрічок — 20-30 хвилин.
- 19 травня 2014 року фільм «Небесна сотня» був презентований на Каннському кінофестивалі.